# Rothesay Classic 2023 - Qualificazioni singolare
Le qualificazioni del singolare del Rothesay Classic 2023 sono un torneo di tennis preliminare per accedere alla fase finale della manifestazione. Le vincitrici dell'ultimo turno entreranno di diritto nel tabellone principale. In caso di ritiro di una o più giocatrici aventi diritto a queste sono subentrate le Lucky loser, ossia le giocatrici che perderanno nell'ultimo turno ma che avevano una classifica più alta rispetto alle altre partecipanti che avevano comunque perso nel turno finale.

## Teste di serie
1. Lesja Curenko (primo turno)
2. Ana Bogdan (qualificata)
3. Kamilla Rachimova (primo turno)
4. Wang Xiyu (qualificata)
5. Cristina Bucșa (qualificata)
6. Magdalena Fręch (qualificata)

1. Viktorija Tomova (ultimo turno, lucky loser)
2. Rebecca Marino (ultimo turno, lucky loser)
3. Caroline Dolehide (primo turno)
4. Nuria Párrizas Díaz (primo turno)
5. Madison Brengle (primo turno)
6. Tereza Martincová (qualificata)

## Qualificate
1. Tereza Martincová
2. Ana Bogdan
3. Emina Bektas

1. Wang Xiyu
2. Cristina Bucșa
3. Magdalena Fręch

## Lucky loser
1. Viktorija Tomova

1. Rebecca Marino

## Tabellone

### Legenda
| - Q = Qualificato - WC = Wild card - LL = Lucky loser | - ALT = Alternate - SE = Special Exempt - PR = Protected Ranking | - w/o = Walkover - r = Ritirato - d = Squalificato |

### Sezione 1
|  | Primo turno | Primo turno        | Primo turno        | Primo turno | Primo turno |  |  | Ultimo turno | Ultimo turno       | Ultimo turno       | Ultimo turno | Ultimo turno |  |
|  |             |                    |                    |             |             |  |  |              |                    |                    |              |              |  |
|  | 1           | Lesja Curenko      | Lesja Curenko      | 2           | 2           |  |  |              |                    |                    |              |              |  |
|  |             | Dajana Jastrems'ka | Dajana Jastrems'ka | 6           | 6           |  |  |              | Dajana Jastrems'ka | Dajana Jastrems'ka | 3            | 62           |  |
|  |             | Jessika Ponchet    | Jessika Ponchet    | 64          | 3           |  |  | 12           | Tereza Martincová  | Tereza Martincová  | 6            | 7            |  |
|  | 12          | Tereza Martincová  | Tereza Martincová  | 7           | 6           |  |  |              |                    |                    |              |              |  |

### Sezione 2
|  | Primo turno | Primo turno          | Primo turno   | Primo turno | Primo turno |  |  | Ultimo turno | Ultimo turno   | Ultimo turno | Ultimo turno | Ultimo turno |  |
|  |             |                      |               |             |             |  |  |              |                |              |              |              |  |
|  | 2           | Ana Bogdan           | Ana Bogdan    | 6           | 6           |  |  |              |                |              |              |              |  |
|  | WC          | Naiktha Bains        | Naiktha Bains | 1           | 3           |  |  | 2            | Ana Bogdan     | 6            | 4            | 6            |  |
|  |             | Anastasija Zacharova | 2             | 6           | 3           |  |  | 8            | Rebecca Marino | 4            | 6            | 4            |  |
|  | 8           | Rebecca Marino       | 6             | 4           | 6           |  |  |              |                |              |              |              |  |

### Sezione 3
|  | Primo turno | Primo turno       | Primo turno       | Primo turno | Primo turno |  |  | Ultimo turno | Ultimo turno     | Ultimo turno     | Ultimo turno | Ultimo turno |  |
|  |             |                   |                   |             |             |  |  |              |                  |                  |              |              |  |
|  | 3           | Kamilla Rachimova | Kamilla Rachimova | 1           | 2           |  |  |              |                  |                  |              |              |  |
|  |             | Marcela Zacarías  | Marcela Zacarías  | 6           | 6           |  |  |              | Marcela Zacarías | Marcela Zacarías | 3            | 0            |  |
|  |             | Emina Bektas      | Emina Bektas      | 6           | 7           |  |  |              | Emina Bektas     | Emina Bektas     | 6            | 6            |  |
|  | 9           | Caroline Dolehide | Caroline Dolehide | 3           | 5           |  |  |              |                  |                  |              |              |  |

### Sezione 4
|  | Primo turno | Primo turno      | Primo turno    | Primo turno | Primo turno |  |  | Ultimo turno | Ultimo turno     | Ultimo turno     | Ultimo turno | Ultimo turno |  |
|  |             |                  |                |             |             |  |  |              |                  |                  |              |              |  |
|  | 4           | Wang Xiyu        | Wang Xiyu      | 6           | 7           |  |  |              |                  |                  |              |              |  |
|  | WC          | Emily Appleton   | Emily Appleton | 3           | 5           |  |  | 4            | Wang Xiyu        | Wang Xiyu        | 6            | 6            |  |
|  | WC          | Eden Silva       | 6              | 2           | 4           |  |  | 7            | Viktorija Tomova | Viktorija Tomova | 3            | 3            |  |
|  | 7           | Viktorija Tomova | 3              | 6           | 6           |  |  |              |                  |                  |              |              |  |

### Sezione 5
|  | Primo turno | Primo turno      | Primo turno      | Primo turno | Primo turno |  |  | Ultimo turno | Ultimo turno   | Ultimo turno | Ultimo turno | Ultimo turno |  |
|  |             |                  |                  |             |             |  |  |              |                |              |              |              |  |
|  | 5           | Cristina Bucșa   | Cristina Bucșa   | 6           | 6           |  |  |              |                |              |              |              |  |
|  | PR          | Margarita Betova | Margarita Betova | 0           | 4           |  |  | 5            | Cristina Bucșa | 6            | 3            | 6            |  |
|  | PR          | Daria Saville    | 6                | 0           | 6           |  |  | PR           | Daria Saville  | 4            | 6            | 1            |  |
|  | 11          | Madison Brengle  | 4                | 6           | 2           |  |  |              |                |              |              |              |  |

### Sezione 6
|  | Primo turno | Primo turno         | Primo turno         | Primo turno | Primo turno |  |  | Ultimo turno | Ultimo turno    | Ultimo turno | Ultimo turno | Ultimo turno |  |
|  |             |                     |                     |             |             |  |  |              |                 |              |              |              |  |
|  | 6           | Magdalena Fręch     | 6                   | 6           | 6           |  |  |              |                 |              |              |              |  |
|  | WC          | Amelia Rajecki      | 7                   | 2           | 2           |  |  | 6            | Magdalena Fręch | 6            | 4            | 7            |  |
|  |             | Jil Teichmann       | Jil Teichmann       | 6           | 6           |  |  |              | Jil Teichmann   | 4            | 6            | 5            |  |
|  | 10          | Nuria Párrizas Díaz | Nuria Párrizas Díaz | 4           | 1           |  |  |              |                 |              |              |              |  |